# Sergio Reggioli
Sergio Reggioli (Recanati, 19 settembre 1970) è un polistrumentista italiano, dal 1998 fa parte del gruppo dei Nomadi.
Ha ottenuto il diploma in violino al conservatorio di Pesaro. Incontrò per caso in un locale Bip Gismondi e tra i due iniziò una stretta collaborazione culminata nell'album Un uomo del 1997. Girando per l'Italia a presentare questo album Sergio conobbe Marco Petrucci, collaboratore storico dei Nomadi, il quale lo informò che lo storico gruppo stava cercando due nuovi elementi per sostituire Francesco Gualerzi ed Elisa Minari, che avevano deciso di lasciare la band emiliana.
Nonostante l'ottimo provino sostenuto da Sergio inizialmente come polistrumentista i Nomadi scelsero un amico dell'allora cantante Danilo Sacco, Andrea Pozzoli, il quale però salutò il gruppo dopo soli 10 mesi. Beppe Carletti dunque ricontattò Sergio e gli chiese di unirsi a loro, il violinista marchigiano riprogrammò la sua vita (sarebbe infatti dovuto partire per l'estero) ed accettò  la proposta. Sergio Reggioli esordì dopo soli 10 giorni di prove al Palasport di Vicenza il 16 ottobre 1998.
Con il suo ingresso, il gruppo ritrovò uno strumento come il violino in precedenza suonato da Chris Dennis. Ma il talento polistrumentista di Sergio Reggioli non si ferma al violino: suona anche le percussioni, suonate stabilmente assieme alla chitarra, fino ad arrivare alla tromba e al pianoforte, che però non suona con i Nomadi.
Particolarmente bella e nostalgica la versione moderna della canzone "Suoni", dove il violino, suonato magnificamente, prende il posto della voce del compianto Augusto Daolio.
Nel 2010 collabora con i Pquadro, suonando le parti dei violini nel brano Anime di vetro composto dagli stessi componenti del gruppo e da Emilio Munda che ne realizza anche l'arrangiamento.
È sposato e dal 24 agosto 2005 papà di Marialuce.

## Discografia

### Con Bip Gismondi
- 1997 - Un uomo (Identity Records)

### Con i Nomadi
- 1999 - SOS con rabbia e con amore (CGD)
- 2000 - Liberi di volare (CGD)
- 2002 - Amore che prendi amore che dai (CGD)
- 2003 - Nomadi 40 (CGD)
- 2004 - Corpo estraneo (Atlantic)
- 2006 - Con me o contro di me (Atlantic)
- 2007 - Nomadi & Omnia Symphony Orchestra live 2007 (Atlantic)
- 2009 - Allo specchio (Atlantic)
- 2010 - Raccontiraccolti (Atlantic)
- 2011 - Cuore vivo (Segnali Caotici)
- 2012 - Terzo tempo (Segnali Caotici)
- 2014 - Nomadi 50+1 (Segnali Caotici)
- 2015 - Lascia il segno (Segnali Caotici)
- 2017 - Nomadi Dentro
- 2018 - Nomadi 55
- 2019 - Nomadi-Milleanni
- 2021- Nomadi-Solo esseri umani
- 2023 - Cartoline da qui  (BMG)

Con Olden
- 2014 - "Sono andato a letto presto" violini in La casa che non c'è